# Roberto Matosas
Roberto Matosas (* 11. Mai 1940 in Mercedes, Departamento Soriano) ist ein ehemaliger uruguayischer Fußballtrainer und -spieler, der meistens in der Abwehr und gelegentlich im Mittelfeld agierte. Er ist der Vater von Gustavo Matosas.

## Leben

### Stationen als Spieler
Seinen ersten Profivertrag erhielt Matosas vor der Spielzeit 1961 beim Club Atlético Peñarol, bei dem er bis Ende 1964 spielte und mit dem er mehrere nationale und internationale Titel gewann. Auf nationaler Ebene gewann er die Meisterschaft in den Jahren 1961, 1962 und 1964, auf internationaler Ebene gewann er 1961 die Copa Libertadores und gehörte im selben Jahr zum Kader der Mannschaft, die den Weltpokal gegen Benfica Lissabon gewann.
Anfang 1965 wechselte er zum argentinischen Spitzenklub River Plate, bei dem er bis Ende 1968 unter Vertrag stand, aber keinen wichtigen Titel gewinnen konnte. Sportlicher Höhepunkt dieser vierjährigen Epoche waren die im Mai 1966 ausgetragenen Finalspiele um die Copa Libertadores, die nach langem Kampf in einem dritten Entscheidungsspiel mit 2:3 nach Verlängerung gegen seinen Exverein Peñarol verloren wurden.
Anschließend kehrte er zu Peñarol zurück und ging 1972 nach Mexiko, wo er für jeweils zwei Jahre zunächst beim San Luis FC und anschließend bei Deportivo Toluca unter Vertrag stand. In Reihen der Diablos Rojos gewann er in der Saison 1974/75 die mexikanische Fußballmeisterschaft.

### Nationalmannschaft
Zwischen dem 23. März 1963 und dem 10. Februar 1971 bestritt Matosas 20 Einsätze für die Nationalmannschaft Uruguays. Höhepunkt seiner Nationalmannschaftskarriere war die Teilnahme an der Fußball-Weltmeisterschaft 1970, bei der er alle sechs Spiele in voller Länge bestritt und mit Uruguay den vierten Platz belegte.

### Stationen als Trainer
Nahezu die kompletten zwei Jahre, die der Club Atletas Campesinos in der höchsten mexikanischen Spielklasse verbrachte, wurde er von Roberto Matosas trainiert. Als der Verein seine Erstligalizenz 1982 an den Tampico-Madero FC veräußerte, trainierte Matosas fortan den Jaiba Brava. In den darauffolgenden Spielzeiten 1983/84 und 1984/85 war Matosas Cheftrainer des CF Monterrey, bevor er zu seinem Exverein Deportivo Toluca FC zurückkehrte. Anschließend betreute er mehrfach die Tiburones Rojos Veracruz und Santos Laguna.

## Erfolge (als Spieler)
- Uruguayischer Meister: 1961, 1962, 1964
- Mexikanischer Meister: 1974/75
- Copa Libertadores: 1961
- Weltpokal: 1961